# سوطي المنقار
سوطي المنقار أو البِسْفُود (الاسم العلمي: Psophodes)، جنس طيور من فصيلة سوطيات المنقار. تضم خمس أنواع موطنها أستراليا.